# Moulay Ahmed Loukili
Pour les articles homonymes, voir Loukili.
Moulay Ahmed Loukili (en arabe مولاي أحمد الوكيلي ; né à Fès en 1909 et mort le 25 novembre 1988 à Rabat) est un musicien marocain. Il est également le père de Radad Loukili, artiste (chanson marocaine, opéras).

## Biographie
Moulay Ahmed Loukili apprend d'abord la musique auprès de son père, puis en auditeur libre à la mosquée universitaire Quaraouiyine où il rencontre ses premiers maîtres, Mohamed Zahi Berrada; qui lui enseigne le oud, Mohamed Ayyoush et Abdelkader Kourrish qui l'initient au répertoire des san'a. Il étudie également avec Al-Brihi et Al-Mtiri.
Jusqu'en 1936, Loukili fait partie de l'orchestre Al-Brihi, à Fès, puis il repart pour Tanger où il fonde l'association Ikhwan al-fan (frères de l'art) qui organise des concerts et assure un enseignement musical.
Professeur au conservatoire de Tétouan, Loukili en profite pour approfondir sa connaissance du répertoire en apprenant les san'a' spécifiques des styles de Tétouan et de Chefchaouen.
En 1952 il devient chef de l'orchestre de la radio, fonction qu'il assure jusqu'à sa mort à la fin de l'année 1988. Mohammed Taoud lui succède à cette fonction.

## Style
Le style de Ahmed Loukili se caractérise par la précision du dawr (mètre poétique) et une parfaite maîtrise de l'utilisation des taratin (syllabes vides complétant le dawr), ainsi que par son souci constant de corriger les erreurs de langue et de grammaire très courantes chez les musiciens. Par un constant effort de recherche et d'analyse, il a également fait œuvre de restauration en exhumant des san'a partiellement oubliées dont il a reconstitué le mètre et certains passages mélodiques